# ミロラド・コラチ
ミロラド・コラチ（セルビア語: Милорад Кораћ, ラテン文字転写: Milorad Korać、1969年3月10日 - ）は、セルビアの元サッカー選手。ポジションはゴールキーパー。

## 経歴
FKスロボダ・ウジツェでキャリアをスタートし、トルコやアゼルバイジャンのクラブにも在籍したゴールキーパー。ユーゴスラビア代表での出場はなかったものの、FKオビリッチ時代に開催されたUEFA EURO 2000出発前の最終調整後に風呂場で転倒、右足指を骨折したアレクサンダル・コツィッチの代役として本大会メンバーに追加招集された。